# Cheumatopsyche saltorum
Cheumatopsyche saltorum is een schietmot uit de familie van de Hydropsychidae. De soort komt voor in het Oriëntaals gebied.
De wetenschappelijke naam voor de soort werd voor het eerst geldig gepubliceerd in 1998 door Wolfram Mey.